# Bealey River
Der Bealey River ist ein Fluss in der Region Canterbury auf der Südinsel von Neuseeland.

## Namensherkunft
Der Fluss wurde vermutlich nach dem Farmer und Superintendenten der Provinz Canterbury Samuel Bealey (1821–1909) benannt.

## Geographie
Der Bealey River entspringt 2,6 km westsüdwestlich des Arthur’s Pass, zwischen der Goldney Ridge im Norden und der Rome Ridge im Süden. Von seinem Quellgebiet aus fließt der noch junge Fluss zwischen den beiden Gebirgszügen nach Osten, um nach rund 2,6 km nach Süden und später nach Südsüdosten abzuknicken und begleitet vom New Zealand State Highway 73 und der Eisenbahnlinie der Midland Line nach insgesamt rund 16 km als linker Nebenfluss in den Waimakariri River zu münden. Einziger Nebenfluss des Bealey River ist der knapp 4 km nördlich des Waimakariri River von Osten seine Wässer zutragende Mingha River. Das Einzugsgebiet des Bealey River umfasst etwa 130 km².

## Eisenbahnentsorgung
In der ersten Hälfte des 20. Jahrhunderts versenkte das New Zealand Railways Department einige außer Betrieb gesetzte Lokomotiven und Waggons in den Fluss, um den Flusslauf zu stabilisieren und Erosion zu vermeiden, besonders an der Eisenbahnbrücke über den Fluss. Einige dieser Lokomotiven wurden durch Eisenbahnfreunde zur Restauration geborgen, darunter eine WMR Nº 9 (später NZR N 453) durch den Wellington and Manawatu Railway Trust im Jahr 2003. Die meisten anderen Loks wurden seitdem entweder zugeschüttet oder verschrottet. Die Reste der NO 10 von WMR (später NZR N 454) vermutet man flussauf nahe Cora Lynn im Flussbett.
In den frühen 1920er Jahren nutzte NZR einen stillgelegten Steinbruch, um dort Lokomotiven von wertvollen Teilen zu befreien, bevor sie versenkt wurden. Im Steinbruch verblieben unter anderem der Rahmen einer V 132, die 1898 von NZR experimentell mit einer Heusinger-Steuerung ausgestattet worden war. Kurz nach ihrer Bergung 1997–98 schütteten Tranz Rail und das Department of Conservation die restlichen Teile der Lokomotiven im Rahmen einer "Säuberungsaktion" zu.
Die Umweltsünder der NZR nutzten den Bealey River in den 1950er und 1960er Jahren auch zum Verbrennen alter hölzerner Personenwaggons. Sie wurden von den Addington Railway Workshops, die im Christchurchangesiedelt sind, geholt, in den Fluss rangiert und verbrannt, um die Metallteile als Schrott zu gewinnen.